# Ivo Rusev
Ivo Rusev (på bulgarsk: Иво Русев) (født 14. juni 1962) er en bulgarsk tidligere roer.
Petrov vandt, som del af den bulgarske dobbeltfirer, bronze ved OL 1980 i Moskva. Bådens øvrige besætning var Mintjo Nikolov, Ljubomir Petrov og Bogdan Dobrev. Bulgarerne fik bronze efter en finale, hvor Østtyskland vandt guld, mens Sovjetunionen tog bronzemedaljerne.

## OL-medaljer
- 1980:  Bronze i dobbeltfirer